# 에어 자메이카
에어 자메이카(영어: Air Jamaica)는 킹스턴에 본사를 두고 있는 항공사로 허브 공항은 상스터 국제공항과 노먼 맨리 국제공항이 있다.

## 역사
1968년 10월에 설립하여 1969년 4월 1일 뉴욕과 마이애미 노선으로 운행을 시작하였다. 당시 자메이카 정부가 소유하고 있었고 소지분을 보유한 에어 캐나다가 기술적 도움과 정비와 병참 상의 도움을 제공했다. 1970년대에 급속하게 노선을 확장했으며 1980년대 들어 성장이 둔화되었지만 볼티모어와 애틀랜타 항로를 개설했다. 1990년대도 발전은 계속되었으며 영국의 항공사인 영국항공이 떠난 후 나사우와 바하마 노선 운항을 시작했다. 1994년에 일부분이 민영화되었고 2007년 9월 자메이카 정부가 민영화 계획을 세웠고 2009년 3월에 민영화가 완료된다. 2010년 5월에 트리니다드 토바고의 항공사인 캐리비안 항공에 인수 되었다.

## 운항 노선
- 2012년 7월 기준으로 에어 자메이카는 다음과 같은 노선을 운항하고 있다.

## 보유 기종
- 2011년 9월 기준으로 에어 자메이카는 다음과 같은 기종을 보유하고 있으며 평균 기령은 7.4년이다.[1]